# Robert Scheer (Schriftsteller)
Robert Scheer (* 23. März 1973 in Carei) ist ein deutscher Schriftsteller, der in Tübingen lebt.

## Werdegang
Scheer wurde in Carei (Siebenbürgen) geboren und wuchs zweisprachig auf. Seine Muttersprache ist Ungarisch, die Schulsprache war Rumänisch. 1985 emigrierte seine Familie nach Israel, wo er Hebräisch lernte und 1991 das Abitur in Petah-Tikwa machte. Auf einer anschließenden längeren Reise nach Australien erhielt er erste Einblicke ins Musikgeschäft, die 1992 in der Gründung einer Rockband mündeten. Zuvor hatte er seinen Wehrdienst in der israelischen Armee angetreten, war jedoch nach zwei Monaten wegen „pazifistischer Gesinnung“ entlassen worden. 
1993 bis 1996 verdiente er sein Geld als Dolmetscher und durchs Vermitteln von Bauarbeitern aus dem Ausland nach Israel. 1996 bis 1997 unternahm Scheer eine längere Reise mit der Band nach London für elf Konzerte in vier Monaten, danach arbeitete er als Musik-Produzent bis 1999. Inzwischen war Englisch als vierte Sprache hinzugekommen.
1999 reiste er erstmals nach Deutschland. In den Jahren 1999 bis 2002 studierte er Philosophie als Hauptfach, Kunstgeschichte und „German Language and Culture“ als Nebenfächer an der Universität Haifa und schloss mit der Magisterprüfung 2002 ab. Finanziert über ein Stipendium des deutschen akademischen Auslandsdienstes DAAD konnte Scheer im selben Jahr einen Monat in Tübingen zum Erlernen der deutschen Sprache verbringen; als Doktorand von Manfred Frank beschäftigte er sich in den Jahren 2004 und 2005 mit S. Maimons „Satz der Bestimmbarkeit“, worin ihn in den Jahren 2005 bis 2007 wieder der DAAD mit einem Stipendium unterstützte. In den Jahren 2008 bis 2011 arbeitete Scheer als Buchhändler und gelegentlich als Bauarbeiter.

## Schaffen
2012 erschien sein Buch „Der Duft des Sussita“ bei Hanser, Berlin. „In zwölf miteinander verbundenen Geschichten zeigt er Bilder eines zutiefst zerrissenen Gelobten Landes, Israel mit all seinen Widersprüchlichkeiten und Verwerfungen“
Die erste Geschichte erzählt von der langen Wartezeit und der Freude bei der Zuteilung in einer Familie, die einen Sussita – den „Trabi des Nahen Ostens“ – bestellt hatte und wie dieser dann vermeintlich wegen eines Kamels verschwand. 
Das Buch fand in vielen überregionalen Medien Resonanz, darunter der Jüdischen Zeitung, der Welt, der Zeit und auch bei Perlentaucher.
Im März 2016 veröffentlichte der Verlag Marta Press sein zweites Buch „Pici. Erinnerungen an die Ghettos Carei und Satu Mare und die Konzentrationslager Auschwitz, Walldorf und Ravensbrück“. Es erzählt die Lebenserinnerungen der Großmutter des Autors, die als Jüdin in Ungarn aufwuchs und die NS-Zeit in Ghettos und Konzentrationslagern überstand.
Es wurde in zahlreichen Rezensionen besprochen und gelangte als erzählendes Sachbuch auf Platz 8 der Hotlist 2016 der besten Bücher unabhängiger Verlage.

## Werke
- Der Duft des Sussita, Hanser, Berlin 2012, ISBN 978-3-446-24029-2.
- Pici. Erinnerungen an die Ghettos Carei und Satu Mare und die Konzentrationslager Auschwitz, Walldorf und Ravensbrück, Marta Press, Hamburg 2016, ISBN 978-3-944442-40-2.
- Matthäus-Passion: Ein humorvolles Roadmovie aus Israel, Hamsa Verlag in Kooperation mit BoD, Hamburg 2019, ISBN 978-3-7494-8309-9.
- Tacheles: Ein Freibad-Roman, Verlag: KDP 2019, ISBN 978-1-67235-980-1.
- Zweite Chance, Roman, Hamsa Verlag in Kooperation mit BoD, Hamburg 2020, ISBN 978-3-75261-251-6.
- Judenjazz, Erzählungen, Hamsa Verlag in Kooperation mit BoD, Hamburg 2021, ISBN 978-3-75267-083-7